# Classe Mandau
La classe Mandau est une classe de patrouilleurs de la marine indonésienne équipés de missiles Exocet, également appelée PSK Mk5. Ils ont été construits en Corée du Sud sur le modèle du patrouilleur Paek Ku, lui-même un dérivé de la classe de patrouilleurs américains (gunboat) Asheville et sont au nombre de 4 :
- KRI Mandau (621)
- KRI Rencong (622)
- KRI Badik (623)
- KRI Keris (624)